# Pionier (pociąg pancerny)
Pociąg pancerny „Pionier” – pociąg pancerny Wojska Polskiego w II Rzeczypospolitej.
Pociąg pancerny „Pionier” zbudowany został w 1919 we Lwowie, zlikwidowany w sierpniu 1921. Część załogi odeszła 7 grudnia 1919 do pociągu pancernego „Pomsta”.
W pierwszej dekadzie października 1920 jego uzbrojenie artyleryjskie stanowiły 2 armaty austriackie 8 cm i 1 rosyjska haubica 100 mm.  Na uzbrojeniu posiadał też 1 rosyjski karabin maszynowy typu „Maxim” i 5 austriackich karabinów maszynowych „Schwarzlose”.

## Żołnierze pociągu
| Obsada personalna pociągu w 1920 | Obsada personalna pociągu w 1920            |
| Stanowisko                       | Stopień, imię i nazwisko                    |
| -------------------------------- | ------------------------------------------- |
| Dowódca pociągu                  | por. / mjr art. inż. Bolesław Paykart       |
| Dowódca pociągu                  | por. Stanisław Szwed (do 15 VIII 1919 z-ca) |
| Oficer artylerii                 | ppor. Stanisław Komornicki                  |
| Oficer karabinów maszynowych     | ppor. Józef Hrycykiewicz?                   |
| Oficer piechoty                  | pchor. Feliks Jursz                         |
| Oficer sanitarny                 | ppor. san. Aleksander Smereka               |
| Oficer sanitarny                 | ppor. san. Władysław Tobiczyk               |
| Oficer załogi                    | ppor. san. Władysław Tobiczyk               |
| Oficer załogi                    | ppor. dr Stefan Weksler Wierzbowski         |